# Eria major
Eria major är en orkidéart som beskrevs av Henry Nicholas Ridley och Otto Stapf. Eria major ingår i släktet Eria och familjen orkidéer. Inga underarter finns listade i Catalogue of Life.